# T.N.T. (песня)
«T.N.T.» (с англ. — «Тринитротолуол») — песня австралийской хард-рок-группы AC/DC и третий сингл с альбома T.N.T., выпущенный 1 марта 1976 года на лейбле Albert.

## О сингле
Была включена в австралийский релиз одноимённого альбома (1975) и в международный релиз альбома High Voltage (1976). Неоднократно исполнялась на концертах группы; присутствует на концертных альбомах AC/DC Live и Live: 2 CD Collector’s Edition, где вокальную партию исполняет Брайан Джонсон.
Авторы песни — Бон Скотт, Ангус Янг и Малькольм Янг.
Фраза из песни «Lock up your daughters» (с англ. — «Заприте своих дочерей») была использована для названия дебютного тура AC/DC по Великобритании, стартовавшего после переезда группы из Мельбурна в Лондон.
На оригинальном виниле Сторона Б, Rocker, записана, как I'm A Rocker.

## Список композиций
| №  | Название | Длительность |
| -- | -------- | ------------ |
| 1. | «T.N.T.» | 3:32         |

| №  | Название       | Длительность |
| -- | -------------- | ------------ |
| 1. | «I'm A Rocker» | 2:54         |

## Участники записи
- Бон Скотт — вокал
- Ангус Янг — гитара
- Малькольм Янг — ритм-гитара
- Эванс, Марк — бас-гитара
- Фил Радд — барабаны

Продюсеры
- Гарри Ванда
- Джордж Янг

## В популярной культуре
- Песня включена в саундтрек компьютерной игры Tony Hawk’s Pro Skater 4.
- Песня звучит в рекламном трейлере фильма «Наполеон Динамит», в фильмах «Король дороги» и «Билли-Фингал», а также в рождественском эпизоде телесериала «Шоу 70-х».
- В 1980-х — начале 1990-х годов песня использовалась в качестве мелодии, сопровождавшей выход на ринг британского профессионального рестлера Марка «Роллерболла» Рокко (Марк Хасси) на не-телевизионном шоу для All Star Promotions. С начала 2000-х годов рестлер Робби «Тело» Динамит (Роб Бензинс) также использует эту песню в качестве своей «выходной» музыки.
- Американская дэт-метал-группа Six Feet Under записала кавер-версию песни для своего альбома Graveyard Classics.
- Песня была использована в нескольких акциях на американском телеканале TNT в середине 1990-х годов, а также для трансляции летней серии гонок NASCAR с 2010 года.
- После террористических актов 11 сентября 2001 года песня была включена в список неуместных к распространению на радио композиций по версии Clear Channel[1].
- Кид Рок ссылается на часть текста из песни: «I’m T.N.T., I’m dynamite» в своей композиции «Welcome 2 the Party (Ode 2 the Old School)» из альбома Devil Without a Cause.